# 璇玑图

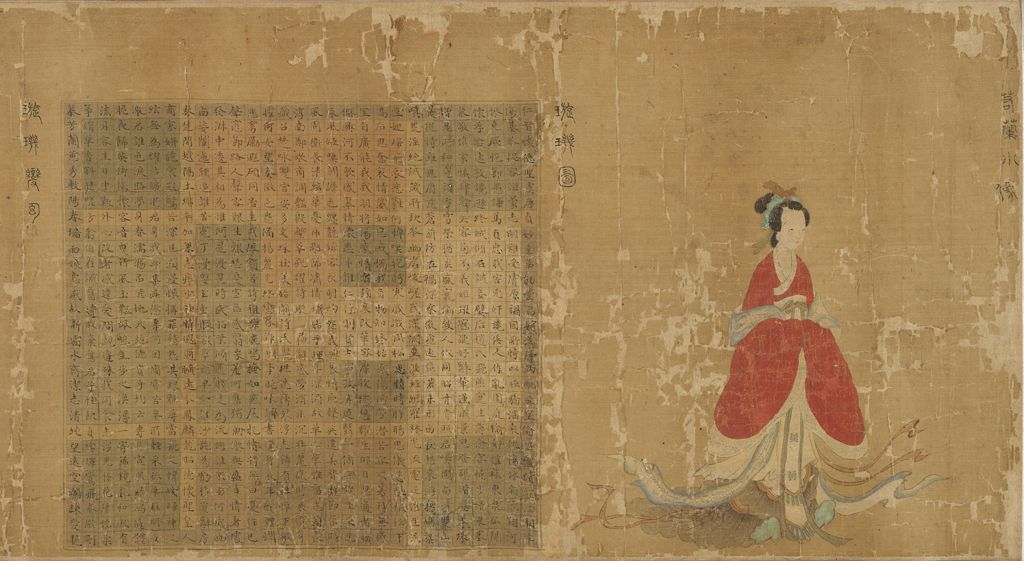
苏蕙与璇玑图

璇玑图是相传为前秦时期秦州刺史窦滔之妻苏蕙所做的回文诗章。又常稱為回文詩。

## 历史典故
苏蕙之夫窦滔因拒不服从军令被前秦苻坚左迁至甘肃敦煌，窦滔在这段时光中结识了了善于歌舞的赵阳台，并纳其为妾。这令身为原配的苏蕙与赵阳台关系顿时紧张，两人在窦滔面前相互诋毁，结果是窦滔对苏蕙日渐不满。在苏蕙21岁时，窦滔获令镇守襄阳，从甘肃动身时也将赵阳台带在身边，对丈夫携小妾动身的苏蕙甚为不满，拒绝与夫君一同前往襄阳。这一举动使窦滔与苏蕙之间的感情关系落入冰点，随后窦滔断绝了与苏蕙的联系。
不久苏蕙就对与丈夫断绝往来的事情悔不当初，独守空房苏蕙将对丈夫的漫长思念之情寄托在自小的爱好——诗词歌赋上，转眼间已写出几百篇诗章。苏蕙将诗篇进行了绝妙的编排，这就是璇玑图——以五色丝线在八寸见方的锦缎上绣下了句句回文的两百余首诗词。璇玑图无论正读、反读、纵横反复都可以是一篇诗章。堪称是一篇巧夺天工的名作。
当《璇玑图》见世时一段時間裏并没有人能够读通全篇诗章，对此苏蕙笑答：“诗句章节徘徊宛转，也依旧是一首诗赋。除了我的家人，谁也不会明白箇中三昧。”于是苏蕙的家人将《璇玑图》星夜送至襄阳窦滔手中。看到妻子诗文的窦滔感受到妻子苏氏的爱意，最终决定将赵阳台送回关中，派出精心修饰的礼车将苏氏接回襄阳。两人恩爱如初。
此后璇玑图被诸多名家解读，其中唐朝武则天曾专门为苏蕙与《璇玑图》撰写序文。宋代才女朱淑真著有《璇玑图记》，成为堪与武则天所撰序文媲美的研究文章。

## 文字版本
圖璣璇文回錦織色五蘭若蕙氏蘇

琴清流楚激弦商秦曲發聲悲摧藏音和詠思惟空堂心憂增慕懷慘傷仁

芳廊東步階西遊王姿淑窈窕伯邵南周風興自后妃荒經離所懷歎嗟智

蘭休桃林陰翳桑懷歸思廣河女衛鄭楚樊厲節中闈淫遐曠路傷中情懷

凋翔飛燕巢雙鳩土迤逶路遐志詠歌長嘆不能奮飛妄清幃房君無家德

茂流泉清水激揚眷頎其人碩興齊商雙發歌我袞衣想華飾容朗鏡明聖

熙長君思悲好仇舊蕤葳桀翠榮曜流華觀冶容為誰感英曜珠光紛葩虞

陽愁嘆發容摧傷鄉悲情我感傷情徵宮羽同聲相追所多思感誰為榮唐

春方殊離仁君榮身苦惟艱生患多殷憂纏情將如何欽蒼穹誓終篤志貞

牆禽心濱均深身加懷憂是嬰藻文繁虎龍寧自感思岑形熒城榮明庭妙

面伯改漢物日我兼思何漫漫榮曜華雕旌孜孜傷情幽未猶傾苟難闈顯

殊在者之品潤乎愁苦艱是丁麗壯觀飾容側君在時岩在炎在不受亂華

意誠惑步育浸集悴我生何冤充顏曜繡衣夢想勞形峻慎盛戒義消作重

感故暱飄施愆殃少章時桑詩端無終始詩仁顏貞寒嵯深興後姬源人榮

故遺親飄生思愆精徽盛醫風比平始璇情賢喪物歲峨慮漸孽班禍讒章

新舊聞離天罪辜神恨昭盛興作蘇心璣明別改知識深微至嬖女因奸臣

霜廢遠微地積何遐微業孟鹿麗氏詩圖顯行華終凋淵察大趙婕所佞賢

水故離隔德怨因幽元傾宣鳴辭理興義怨士容始松重遠伐氏好恃兇惟

齊君殊喬貴其備曠悼思傷懷日往感年衰念是舊愆涯禍用飛辭恣害聖

傑子我木平根當遠嘆水感悲思憂遠勞情誰為獨居經在昭燕輦極我配

志惟同誰均難苦離戚戚情哀慕歲殊嘆時賤女懷歡網防青實漢驕忠英

清新衾陰勻尋辛鳳知我者誰世異浮寄傾鄙賤何如羅萌青生成盈貞皇

純貞志一專所當麟沙流頹逝異浮沉華英翳曜潛陽林西昭景薄榆桑倫

望微精感通明神龍馳若然倏逝惟時年殊白日西移光滋愚讒漫頑凶匹

誰雲浮寄身輕飛昭虧不盈無倏必盛有衰無日不陂流蒙謙退休孝慈離

思輝光飭桀殊文德離忠體一達心意志殊憤激何施電疑危遠家和雍飄

想群離散妾孤遺懷儀容仰俯榮華麗飾身將無誰為逝容節敦貞淑思浮

懷悲哀聲殊乖分聖貲何情憂感惟哀志節上通神祇推持所貞記自恭江

所春傷應翔雁歸皇辭成者作體下遺葑菲採者無差生從是敬孝為基湘

親剛柔有女為賤人房幽處己憫微身長路悲曠感生民梁山殊塞隔河津

## 诗文读法
《璇玑图》最早是840字，后人感慨璇玑图之妙遂在璇玑图正中央加入“心”字，成为现在广泛流传的841字版本。
璇玑图最早的五色已不可考，后人通过颜色区块的划分来解读《璇玑图》。因而有七色读法、井栏读法等形形色色的方式。上面是一幅選自《鏡花緣》的璇玑图的五色读本。

### 四围四角红书读法
自仁字起顺读，每首七言四句；逐字逐句逆读，俱成回文：

　　仁智怀德圣虞唐，贞妙显华重荣章，

　　臣贤惟圣配英皇，伦匹离飘浮江湘。

仁智至惨伤（仁智懷德聖虞唐，貞志篤終誓穹蒼。欽所感想妄淫荒，心憂增慕懷慘傷。）、

贞志至虞唐、钦所至穹苍，钦所至荣章（欽所感想妄淫荒，心憂增慕懷慘傷。仁智懷德聖虞唐，貞妙顯華重榮章。）、

贞妙至山梁、臣贤至路长、臣贤至流光（臣賢惟聖配英皇，倫匹離飄浮江湘。津河隔塞殊山梁，民生推逝電流光。）、

伦匹至幽房、伦匹至榆桑。伦匹至臣贤、至贞妙，至虞唐。余仿此。

湘江至皇英、至章荣，至智仁。余仿此。

以下三段读俱同前：津河至柔刚、亲所至兰芳，琴清至惨伤。

### 中间井栏式红书读法
- 自钦字起顺读，每首七言四句：

　　钦岑幽岩峻嵯峨，深渊重涯经网罗，

　　林阳潜曜翳英华，沉浮异逝颓流沙。

深渊至幽遐、林阳至兼加、沉浮至患多、麟凤至如何、神精至嵯峨、身苦至网罗、殷忧至英华。
- 自沉字起，逐句逆读，回文。余仿此：

　　沉浮异逝颓流沙，林阳潜曜翳英华，

　　深渊重涯经网罗，钦岑幽岩峻嵯峨。
- 自沙字起，逐字逆读，回文：

　　沙流颓逝异浮沉，华英翳曜潜阳林，

　　罗网经涯重渊深，峨嵯峻岩幽岑钦。
- 间一句，间二句顺读，或两边分读，上下分读，俱可。
- 自初行退一字成句：

　　岑幽岩峻嵯峨深，渊重涯经网罗林，

　　阳潜曜翳英华沉，浮异逝颓流沙麟。

渊重至遐神、阳潜至加身、浮异至多殷、凤离至何钦、精少至峨深、苦惟至罗林、忧缠至华沉。

### 黑书读法
- 自嗟字起，反复读，三言十二句：

　　嗟叹怀，所离经；遐旷路，伤中情；家无君，房帏清；

　　华饰容，朗镜明；葩纷光，珠曜英；多思感，谁为荣？

   荣为至叹嗟、经离至思多、多思至离经。
- 左右分读：

　　怀叹嗟，所离经；路旷遐，伤中情；君无家，房帏清；

　　容饰华，朗镜明；光纷葩，珠曜英；感思多，谁为荣。

   谁为至叹嗟、所离至思多、感思至离经。
- 半段回环读，三言六句：

　　嗟叹怀，伤中情；家无君，朗镜明；葩纷光，谁为荣？

荣为至叹嗟、经离至思多、多思至离经。
- 半段顺读：

　　怀叹嗟，伤中情；君无家，朗镜明；光纷葩，谁为荣？

谁为至叹嗟、所离至思多、感思至离经。
- 以下三段，读俱同前：游西至摧伤、凶顽至为基、神明至雁归。
- 左右间一句，罗文分读：

　　嗟叹怀，路旷遐；家无君，容饰华；葩纷光，感思多。

荣为至离经、经离至为荣、多思至叹嗟。
- 从中间一句，罗文分读：

　　怀叹嗟，路旷遐；君无家，容饰华；光纷葩，感思多。

所离至为荣、谁为至离经、感思至叹嗟。
- 中间借一字，四言六句：

　　怀所离经，伤路旷遐；君房帏清，朗容饰华；光珠曜英，谁感思多？

谁感至离经、所怀至为荣、感谁至叹嗟。
- 两分各借一字互用：

　　怀所离经，路伤中情；君房帏清，容朗镜明；光珠曜英，感谁为荣？

谁感至叹嗟、所怀至思多、感谁至离经。
- 中间借二字，五言六句：

　　叹怀所离经，中伤路旷遐；无君房帏清，镜朗容饰华；纷光珠曜英，为谁感思多？

为谁至离经、离所至为荣、思感至叹嗟。
- 两分各借二字，互用分读：

　　叹怀所离经，旷路伤中情；无君房帏清，饰容朗镜明；纷先珠曜英，思感谁为荣？

为难至叹嗟，离所至思多、思感至离经。
- 以下三段，读俱同前，阶西至摧伤，漫顽至为基、通明至雁归。

### 蓝书读法
- 自中行各借一字，互用分读，四言十二句：

　　邵南周风，兴自后妃；卫郑楚樊，厉节中闱；

　　咏歌长叹，不能奋飞；齐商双发，歌我衮衣；

　　曜流华观，冶容为谁？情徵宫羽，同声相追。

情徵至后妃、周南至情悲、官徵至淑姿。
- 取两边四字成句，四言六句：

　　兴自后妃，厉节中闱；不能奋飞，歌我衮衣；冶容为谁？同声相追。

同声至后妃，窈窕至情悲、感我至淑姿。
- 两边分读，四言十二句：

　　兴自后妃，窈窕淑姿；厉节中闱，河广思归；

　　不能奋飞，遐路逶迤；歌我衮衣，硕人其颀；

　　冶容为谁？翠粲藏蕤；同声相追，感我情悲。

同声至淑姿、窈窕至相追、感我至后妃。
- 两边各连一句，或两边遥间一句，俱可读。
- 以下三段，读俱同前：惟时至成辞、佞好至防萌、何辜至惟新。
- 两边分读，左右递退，六言六句：

　　周风兴自后妃，卫女河广思归；

　　长叹不能奋飞，齐兴硕人其颀；

　　华观冶容为谁？情伤感我情悲。

宫羽至淑姿、邵伯至相追、情伤至后妃。
- 以下三段，读俱同前：年殊至成辞、谗人至防萌、愆殃至惟新。
- 互用分读：

　　周风兴自后妃，楚樊厉节中闱；长叹不能奋飞，

　　双发歌我衮衣；华观冶容为谁？宫羽同声相追。

宫羽至后妃、邵伯至情悲、情伤至淑姿。
- 虚中行左右分读，六言十二句：

　　周风兴自后妃，邵伯窈窕淑姿；楚樊厉节中闱，

　　卫女河广思归；长叹不能备飞，咏志遐路逶迤；

　　双发歌我衮衣，齐兴硕人其颀；华观冶容为谁？

　　曜荣翠粲葳蕤；官羽同声相追，情伤感我情悲。

情伤至后妃、邵伯至相追、宫羽至淑姿。
- 左右连一句亦可读。
- 以下三段，读俱同前：年殊至成辞、谗人至防萌、愆殃至惟新。

### 紫書讀法
- 自岁寒反覆读，五言四句：

　　寒岁识凋松，贞物知终始；颜丧改华容，仁贤别行士。

士行至岁寒、松凋至贤仁、仁贤至凋松。
- 自寒字蛇行读：

　　寒岁识凋松，始终知物贞；颜丧改华容，士行列贤仁。

仁贤至岁寒、松凋至行士、士行至凋松。
- 从外读入：

　　寒岁识凋松，仁贤别行士；颜丧改华容，贞物知终始。

仁贤至华容、松凋至物贞、士行至丧颜。
- 从内读出：

　　贞物知终始，颜丧改华容；仁贤别行士，寒岁识凋松。

颜丧至行士、始终至岁寒、容华至贤仁。
- 以下一段，读俱同前：诗风至微元。
- 自龙字起顺读，五言四句：

　　龙虎繁文藻，旗凋华曜荣；容饰观壮丽，衣绣曜颜充。
- 从外读入：

　　藻文繁虎龙，充颜曜绣衣；丽壮观饰容，荣曜华凋旗。

充颜至饰容。
- 从内读出：

　　荣曜华凋旗，丽壮观饰容；充颜曜绣衣，藻文繁虎龙。

丽壮至绣衣。
- 以下一段，读俱同前：衰年至异世。
- 回环读：

　　龙虎繁文藻，荣曜华凋旗；容饰观壮丽，充颜曜绣衣。

衣绣至虎龙。
- 顺读：

　　藻文繁虎龙，荣曜华凋旗；丽壮观饰容，充颜曜绣衣。

充颜至虎龙。
- 以下一段，读俱同前：衰年至奇颜。

### 黄书读法
○自诗情起，五言四句：

　　诗情明显怨，怨义兴理辞；辞丽作比端，端无终始诗。

诗始至情诗、辞丽至理辞、辞理至丽辞、端比至无端、怨显至义怨、端无至比端、怨义至显怨。

○自思感起，四言四句：

　　思感自宁，孜孜伤情，时在君侧，梦想劳形。

形劳至感思。

○顺读：

　　宁自感思，孜孜伤情；侧君在时，梦想劳形。

梦想至惑思。

○以下三段，读俱同前：愆旧至何如、婴是至何冤、怀伤至者谁。

○从外读入：

　　宁自感思，梦想劳形；侧君在时，孜孜伤情。

梦想至在时。

○从内读出：

　　孜孜伤情，侧君在时；梦想劳形，宁自感思。

侧君至劳形。

○从下一句间逆读：

　　孜孜伤情，宁自感思，梦想劳形，侧君在时。

侧君至伤情。

○以下三段，读俱同前：念是至独居、怀忧至漫漫、悼思至感悲。

○自诗情起，四言四句：

　　诗情明显，怨义兴理；辞丽作比，端无终始。

始终至情诗、辞丽至兴理、理兴至丽辞、情明至始诗、丽作至理辞、无终至比端、义兴至显怨、显明至义怨、比作至无端。

○余如始终无端，显明情诗，回环读，仍是四言四句八首。

　
芳廊　　　　　王　　　　　　南　　　　　　荒　　　　　嗟智

兰　桃　　　　怀　　　　　　郑　　　　　　淫　　　　中　怀

凋　　燕　　　土　　　　　　歌　　　　　　妄　　　君　　德

茂　　　水　　眷　　　　　　商　　　　　　想　　容　　　圣

熙　　　　好　旧　　　　　　流　　　　　　感　曜　　　　虞

阳　　　　　伤乡　　　　　　徵　　　　　　所多　　　　　唐

春方殊离仁君荣身苦惟艰生患多殷忧缠情将如何钦苍穹誓终笃志贞

墙　　　　　　加怀　　　　　繁　　　　　思岑　　　　　　妙

面　　　　　　兼　何　　　　华　　　　伤　幽　　　　　　显

殊　　　　　　愁　　是　　　观　　　君　　岩　　　　　　华

意　　　　　　悴　　　冤　　曜　　梦　　　峻　　　　　　重

感　　　　　　少　　　　端　终　诗　　　　嵯　　　　　　荣

故　　　　　　精　　　　　平始璇　　　　　峨　　　　　　章

新旧闻离天罪辜神恨昭盛兴作苏心玑明别改知识深微至嬖女因奸臣

霜　　　　　　遐　　　　　氏诗图　　　　　渊　　　　　　贤

水　　　　　　幽　　　　辞　兴　怨　　　　重　　　　　　惟

齐　　　　　　旷　　　怀　　感　　念　　　涯　　　　　　圣

杰　　　　　　远　　感　　　远　　　为　　经　　　　　　配

志　　　　　　离　戚　　　　殊　　　　怀　网　　　　　　英

清　　　　　　凤知　　　　　浮　　　　　如罗　　　　　　皇

纯贞志一专所当麟沙流颓逝异浮沉华英翳曜潜阳林西昭景薄榆桑伦

望　　　　　神龙　　　　　　时　　　　　　光滋　　　　　匹

谁　　　　轻　昭　　　　　　盛　　　　　　流　谦　　　　离

思　　　桀　　德　　　　　　意　　　　　　电　　远　　　飘

想　　散　　　怀　　　　　　丽　　　　　　逝　　　贞　　浮

怀　哀　　　　圣　　　　　　哀　　　　　　推　　　　自　江

所春　　　　　皇　　　　　　遗　　　　　　生　　　　　基湘

亲刚柔有女为贱人房幽处己悯微身长路悲旷感生民梁山殊塞隔河津

### 七七纵横线读法
○自初行退一字，每首七言四句，俱逐句退成回文：

　　智怀德圣虞唐贞，妙显华重荣章臣，

　　贤惟圣配英皇伦，匹离飘浮江湘津。

智怀至西林、至罗林、至玑心、至岑钦、至奸臣、至识深、至如林、至浮沉、至知麟、至恨神、至怀身、至繁殷、至始心、至苦身、至南音、至和音、至伤仁、至忧心、至唐贞。

○以下十五段，读俱同前：所怀至芳琴、河隔至刚亲、清流至伤仁、妙显至梁民、生感至望纯、清志至商秦、曲发至唐贞、贤惟至长身、微悯至霜新、故感至藏音、和咏至章臣、匹离至房人、贱为至墙春、阳熙至堂心、忧增至皇伦。

○自上横行退一字成句，逐句逐字逆读，俱成回文：

　　伤惨怀慕增忧心，堂空惟思咏和音，

　　藏摧悲声发曲秦，商弦激楚流清琴。

伤惨至乡身、至苦身、至始心、至何钦、至南音、至繁殷、至怀身、至恨神、至知麟、至浮沉、至如林、至识深、至玑心、至罗林、至奸臣、至章臣、至智仁、至唐贞、至忧心。

○以下十五段读俱同前：芳兰至听亲、刚柔至河津、湘江至智仁、堂空至阳春、墙面至贱人、房幽至匹伦、皇英至忧心、藏摧至故新、霜冰至微身、长路至贤臣、章荣至和音、商弦至清纯、望谁至生民、梁山至妙贞、唐虞至曲秦。

○自两间行退一字成句，下以递退一句成章，又纵横返复读：荒淫至生民、王怀至皇人、志笃至方春、桑榆至贞纯、方殊至志贞、贞志至桑伦、岑幽至长身、加兼至刚亲、何如至故新、阳潜至所亲、罗网至和音、凤离至清琴、苦惟至章臣、沙流至湘律、渊重至房人、遐幽至望纯、多患至清纯、浮异至墙春，峨嵯至曲秦、精少至阳春、忧缠至皇伦、华英至梁民、光流至刚亲、龙昭至霜新、当所至芳琴、荣君至所亲、乡旧至故新、所感至清琴、苍穹至湘津、西照至长身。

○自中行退一字成句，以下迎退一句成章：南郑至遗身、奸因至旧新，遗哀至南音、旧闻至奸臣、繁华至房人、识知至清纯、浮殊至曲秦、恨昭至皇伦、诗兴至刚亲、苏作至所亲、始终至清琴、玑明至湘津、时盛至望纯、辜罪至贱人、徵流至阳春、微至至梁民。

○自角斜退一字成句，以下递退一句成章：

　　嗟中君容曜多钦，思伤君梦诗璇心，

　　氏辞怀感戚知麟，种轻粲散哀惑亲。

嗟中至贞纯、至浮沉、至遐神、至遗身、至阳林、至沙麟、至旧新，至凤麟、至加身、至基津、至桑伦、至生民、至渊深、至华沉、至廊琴、至方春、至王秦、至精神、至多殷、至奸臣、至罗林、至苦身、至南音、至基津，至图心、至妙贞、至皇伦、至恨神、至知麟、至怀身、至繁殷、至如林、至思钦、至平心、至识深、至曲秦、至堂心、至忧心、至皇伦、至微深、至徵殷、至唐贞、至多钦。

○以下十五段同前：廊桃至基津、春哀至嗟仁、基自至廊琴、思伤至望纯、怀何至梁民、知戚至忧心、如怀至阳春、氏辞至霜新、图怨至长身、璇诗至和音、平端至故新、神轻至墙春、滋谦至房人、多曜至曲秦、伤好至清纯。

○自中心诗兴起，各项字倒换互旋，八面分读：

　　诗兴感远殊浮沉，时盛意丽哀遗身，

　　始终曜观华繁殷，徵流商歌郑南音。

始终至遗身、玑明至旧新、苏作至奸臣。

○四正左旋读：诗兴至旧闻、苏作至南音、始终至识深、玑明至浮沉。

○四正右旋读：诗兴至奸臣、玑明至南音、始终至旧新、苏作至遗身。

○四隅左旋读：璇诗至廊琴、平端至春亲、氏辞至基津、图怨至嗟仁。

○四隅右旋读：璇诗至基津、图怨至春亲、氏辞至廊琴、平端至嗟仁。

○双句左旋读：诗兴至春亲、氏辞至旧闻、苏作至廊琴、平端至南音。始终至嗟仁、璇诗至奸臣、玑明至基津、图怨至遗身。

○双句右旋读：诗兴至基津、图怨至奸臣、玑明至嗟仁、璇诗至南音。始终至廊琴、平端至旧新、苏作至春亲、氏辞至遗身。

○各行退一字，于八面各取一句，左旋颠倒回文：

　　南郑歌商流徵殷，廊桃燕水好伤身，

　　旧闻离天罪辜神，春哀散粲轻神麟。

廊桃至时沉、旧闻至滋林、春哀至微深、遗哀至多钦、基自至徵殷、奸臣至伤身、嗟中至辜神。

○八面右旋读：南郑至滋林、嗟中至时沉、奸臣至神麟、基自至辜神、遗衷至伤身、春哀至徵殷、旧闻至多钦、廊桃至微深。

○各行退一字，四正面各取一句，左旋读：

　　南郑歌商流徵殷，旧闻离天罪辜神，

　　遗哀丽意盛时沉，奸因女嬖至微深。

旧闻至微殷、遗哀至辜神、奸因至时沉。

○四正右旋读：南郑至辜神、奸因至徵殷、遗哀至微深、旧闻至时沉。

○四隅左旋读：嗟中至滋林、廊桃至多钦、春哀至伤身、基自至神麟。

○四隅右旋读：嗟中至伤身，基自至多钦、春哀至滋林、廊桃至神麟。

　

## 附：武则天为《璇玑图》所作序
前秦苻坚时，秦州刺史扶民窦滔妻苏氏，陈留令武功苏道质第三女也。名蕙，字若兰。智识精明，仪容秀丽；谦默自守，不求显扬。年十六，归于窦氏，滔甚爱之。然苏氏性近于急，颇伤嫉妒。
滔字连波，右将军于真之孙，朗之第二子也。风神秀伟，该通经史，允文允武，时论尚之。苻坚委以心膂之任，备历显职，皆有政闻。迁秦州刺史，以忤旨谪戌敦煌。会坚克晋襄阳，虑有危逼，藉滔才略，诏拜安南将军，留镇襄阳。初，滔有宠姬赵阳台，歌舞之妙，无出其右。滔置之别所。苏氏知之，求而获焉，营加棰辱，滔深以为憾。阳台又专伺苏氏之短，谗毁交至，滔益忿恨。苏氏时年二十一。及滔将镇襄阳，邀苏同往，苏氏忿之，不与偕行。滔遂携阳台之任，绝苏音问。
苏氏悔恨自伤，因织锦为回文：五采相宣，莹心耀目。纵横八寸，题诗二百余首，计八百余言，纵横反覆，皆为文章。其文点画无阙。才情之妙，超古迈今。名《璇玑图》。然读者不能悉通。苏氏笑曰：『徘徊宛转，自为语言，非我家人，莫之能解。』遂发苍头赍至襄阳。滔览之，感其妙绝，因送阳台之关中，而具车从盛礼迎苏氏归于汉南，恩好愈重。

苏氏所著文词五千余言，属隋季之乱，文字散落，而独锦字回文盛传于世。朕听政之暇，留心坟典，散帙之次，偶见斯图。因述若兰之多才，复美连波之悔过，遂制此记，聊以示将来也。大周天册金轮皇帝制。
虽然有关苏小妍是一位才华横溢的诗人的观点是一致的，但这首诗的背景故事和诠释却在数个世纪中发生了变化。从最初是妻子思念丈夫的悲叹，到妻子担心丈夫在边疆作战，再到妻子嫉妒丈夫的情感竞争。
到唐代，苏小妍的生平故事被归于武则天女皇，然而这很可能是一种创意的误归因为叙述的效果。这包括以下对这首诗的描述: 钦州的窦滔被流放到了沙漠之中，离开妻子苏氏。在离别之际，窦滔发誓不再娶他人。然而，他一到达沙漠地区，就娶了别人。苏氏创作了一首圆环诗，将它编织成一块锦缎，并送给了他。
另一个来源将这首诗称为《玄机图》，声称整个网格是一首回文诗，只有窦滔能够理解（这解释了为什么唐代的任何来源都没有再次印刷它），当他读完它后，他离开了他的沙漠妻子，回到了苏小妍身边。

## 相关文学作品
- 《璇玑图》 吴蔚 中国民主法制出版社
- 《镜花缘》 李汝珍（清） 第四十一回 观奇图喜遇佳文 述御旨欣逢盛曲
- 《璇璣圖密碼》唐隱  台灣春天出版社
- Tang, Q. (2020). From Talented Poet to Jealous Wife: Reimagining Su Hui in Late Tang Literary Culture, NAN NÜ, 22(1), 1-35. doi: https://doi.org/10.1163/15685268-00221P01 (唐巧梅（2020）《从才华横溢的诗人到嫉妒的妻子：晚唐文化中的苏小妍再想象》)